# 20 de novembro
20 de novembro é o 324.º dia do ano no calendário gregoriano (325.º em anos bissextos). Faltam 41 dias para acabar o ano.

## Eventos históricos

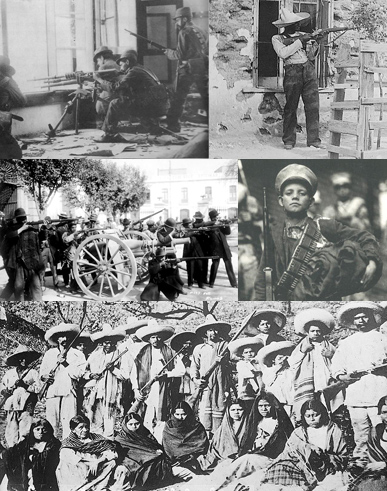
1910: Revolução Mexicana

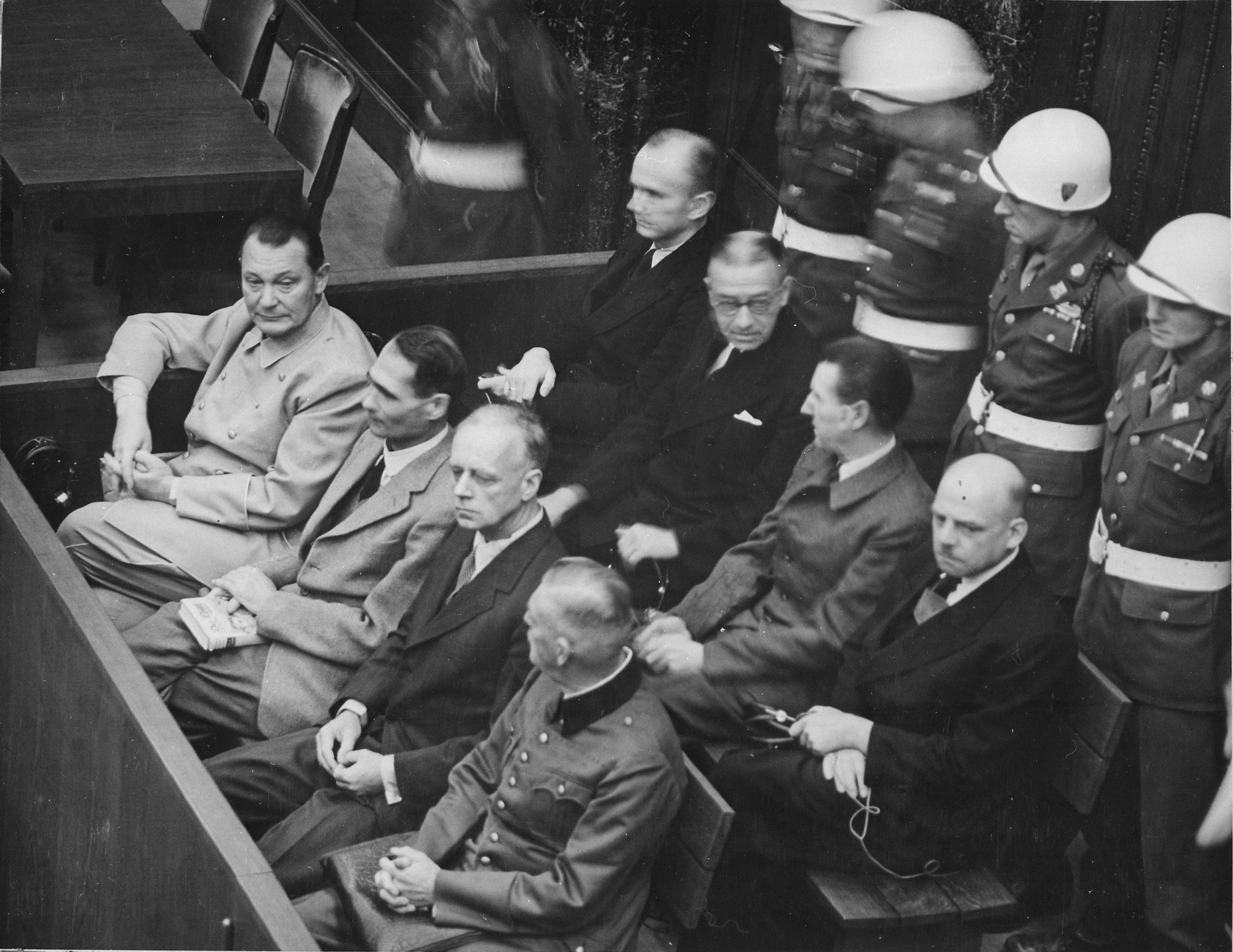
1945: Julgamentos de Nuremberg

- 0284 — Diocleciano é escolhido como imperador romano.
- 0762 — Durante a Rebelião de An Lushan, a dinastia Tang, com a ajuda da tribo Huihe, recaptura Luoyang dos rebeldes.
- 1194 — Palermo é conquistada por Henrique VI do Sacro Império Romano-Germânico.
- 1407 — Uma trégua entre João, o Destemido, Duque da Borgonha e Luís de Valois, Duque de Orleães é acordada sob os auspícios de João de Berry. O Duque de Orleães seria assassinado três dias depois pelo Duque da Borgonha.
- 1459 — Guerra das Rosas: o parlamento da Inglaterra declara Ricardo de York traidor, assim como todos os seus apoiantes.
- 1511 — Naufrágio da nau Frol de la mar navegando de Malaca em direção a Goa, onde seguia Afonso de Albuquerque com o valioso espólio da conquista de Malaca.
- 1695 — Zumbi, o último dos líderes do Quilombo dos Palmares no Brasil, é executado pelas forças do bandeirante Domingos Jorge Velho - um evento hoje comemorado como o Dia da Consciência Negra.
- 1805 – A única ópera de Ludwig van Beethoven, Fidelio, estreia em Viena.
- 1815 – O Segundo Tratado de Paris é assinado, devolvendo as fronteiras francesas à sua extensão de 1790, impondo grandes indenizações e prolongando a ocupação pelas tropas aliadas por vários anos.[1]
- 1820 — O navio baleeiro Essex afunda depois do ataque de uma cachalote de 80 toneladas, a 3 200 Km da costa ocidental da América do Sul.
- 1830 — O jornalista brasileiro Líbero Badaró é assassinado, falecendo no dia seguinte, com forte impacto para a política do Império do Brasil.
- 1845 — Bloqueio anglo-francês do Rio da Prata: Batalha da Vuelta de Obligado.
- 1849 — Dissolução do parlamento italiano pelo rei Vítor Emanuel II.
- 1900 — A atriz francesa Sarah Bernhardt recebe a imprensa no Savoy Hotel em Nova Iorque no início de sua primeira visita desde 1896. Bernhardt falou sobre sua turnê iminente com uma trupe de mais de 50 artistas e seus planos de desempenhar um papel no filme Hamlet.[2]
- 1910 — Revolução Mexicana: Francisco I. Madero emite o Plano de San Luis, denunciando o presidente mexicano Porfirio Díaz, pedindo uma revolução para derrubar o governo do México, iniciando efetivamente a Revolução Mexicana.
- 1917 — Primeira Guerra Mundial: começa a Batalha de Cambrai: as forças britânicas progridem em um ataque às posições alemãs, mas depois recuam.
- 1920 — É nomeado em Portugal o 27.º governo republicano, chefiado pelo presidente do Ministério Álvaro de Castro.
- 1936 — José Antonio Primo de Rivera, fundador da Falange, é morto por um esquadrão de execução republicano.
- 1940 — Segunda Guerra Mundial: a Hungria se torna signatária do Pacto Tripartite, juntando-se oficialmente às potências do Eixo.
- 1943 — Segunda Guerra Mundial: Batalha de Tarawa: os fuzileiros navais dos Estados Unidos aportam no Atol de Tarawa, nas Ilhas Gilbert, e sofrem um forte ataque de canhões e metralhadoras japonesas.
- 1945 — Julgamentos de Nuremberg: os julgamentos contra 24 criminosos de guerra nazistas começam no Palácio da Justiça em Nuremberg.
- 1947 – A Princesa Isabel do Reino Unido casa com o tenente Philip Mountbatten, que se torna o duque de Edimburgo, na Abadia de Westminster em Londres.
- 1959
  - A Declaração Universal dos Direitos da Criança é adotada pelas Nações Unidas.
  - Inauguração da Basílica do Santuário Nacional da Imaculada Conceição em Washington, D.C.
- 1962 — Fim da Crise dos Mísseis de Cuba: em resposta ao Secretário-Geral Nikita Khrushchov concordar em remover os mísseis da União Soviética de Cuba, o Presidente dos Estados Unidos, John F. Kennedy, encerra a quarentena da nação caribenha.
- 1965 — Golpe militar de 1964: Instituição do AC 4 que criou o bipartidarismo no Brasil.
- 1969 — Guerra do Vietnã: The Plain Dealer publica fotografias explícitas de habitantes mortos no Massacre de Mỹ Lai no Vietnã.
- 1971 — Parte do Elevado Paulo de Frontin, no Rio de Janeiro, desaba matando 48 pessoas.
- 1977 — O Presidente do Egito Anwar Sadat torna-se o primeiro líder árabe a visitar oficialmente Israel, quando se encontra com o Primeiro-ministro israelense Menachem Begin e fala perante o Knesset em Jerusalém, buscando um acordo de paz permanente.
- 1979 — Tomada da Grande Mesquita: cerca de 200 muçulmanos sunitas se revoltam na Arábia Saudita no local da Caaba em Meca durante a peregrinação e tomam cerca de 6 mil reféns. O governo saudita recebe ajuda das forças especiais paquistanesas para conter o levante.
- 1985 — Lançamento da primeira versão do sistema operacional Windows.
- 1989 — Revolução de Veludo: o número de manifestantes reunidos em Praga, na Tchecoslováquia, aumenta de 200 000 no dia anterior para cerca de meio milhão.
- 1990 — Andrei Chikatilo, um dos assassinos em série mais prolíficos da União Soviética, é preso; ele finalmente confessa 56 assassinatos.
- 1994 — O governo angolano e os rebeldes da UNITA assinam o Protocolo de Lusaka na Zâmbia, encerrando 19 anos de guerra civil. (Combates localizados são retomados no ano seguinte).
- 1998 — Enviado ao espaço o primeiro módulo da Estação Espacial Internacional, o Zarya.
- 2015 — Após um cerco a reféns, pelo menos 19 pessoas morrem em Bamako, Mali.
- 2022
  - Começa a Copa do Mundo FIFA de 2022 no Catar. Esta foi a primeira vez que o torneio foi realizado no Oriente Médio.
  - Kassym-Jomart Tokayev é reeleito presidente do Cazaquistão.[3]

## Nascimentos

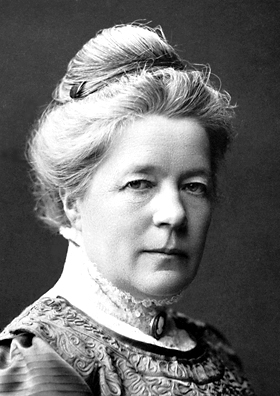
Selma Lagerlöf

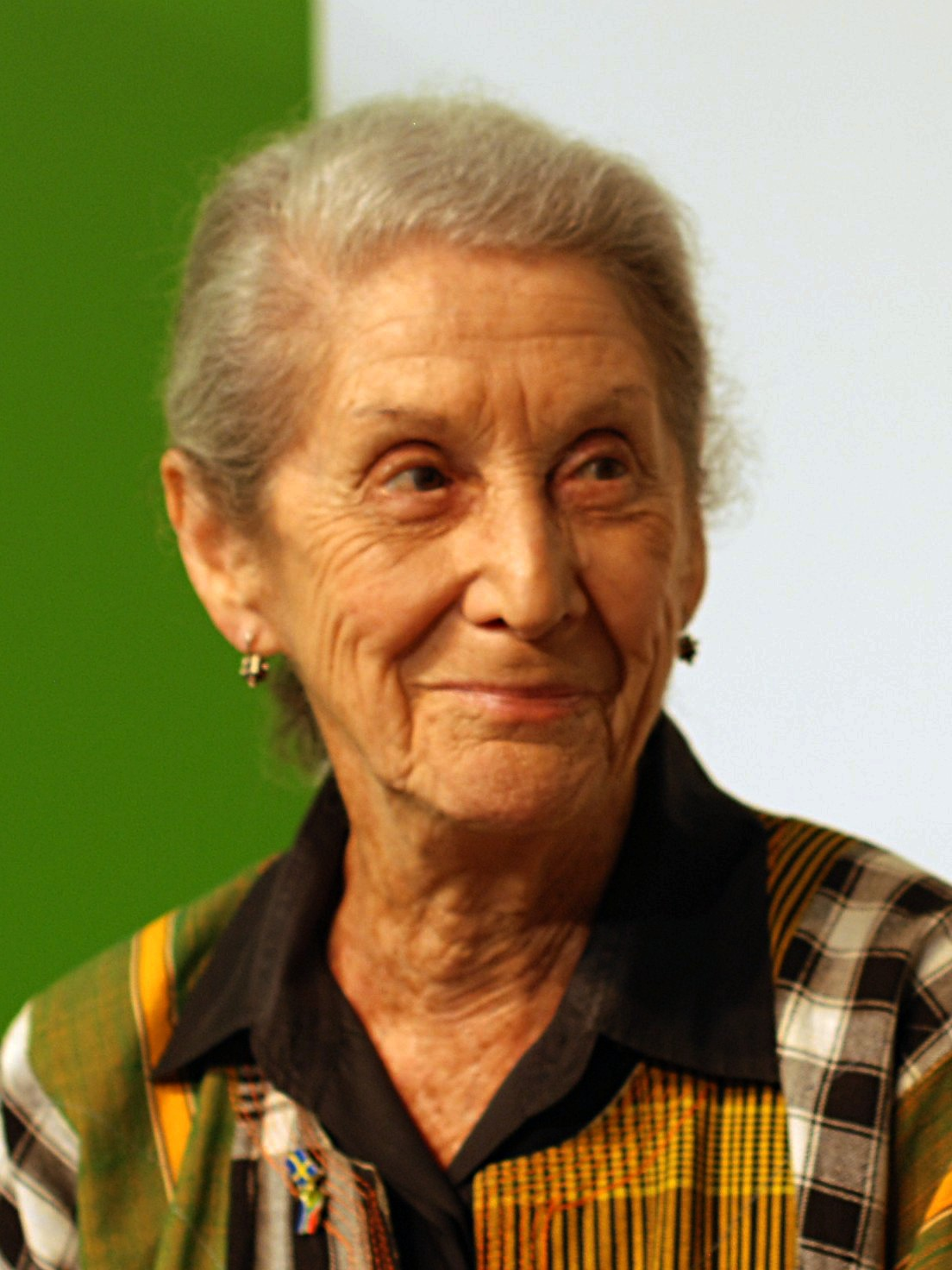
Nadine Gordimer

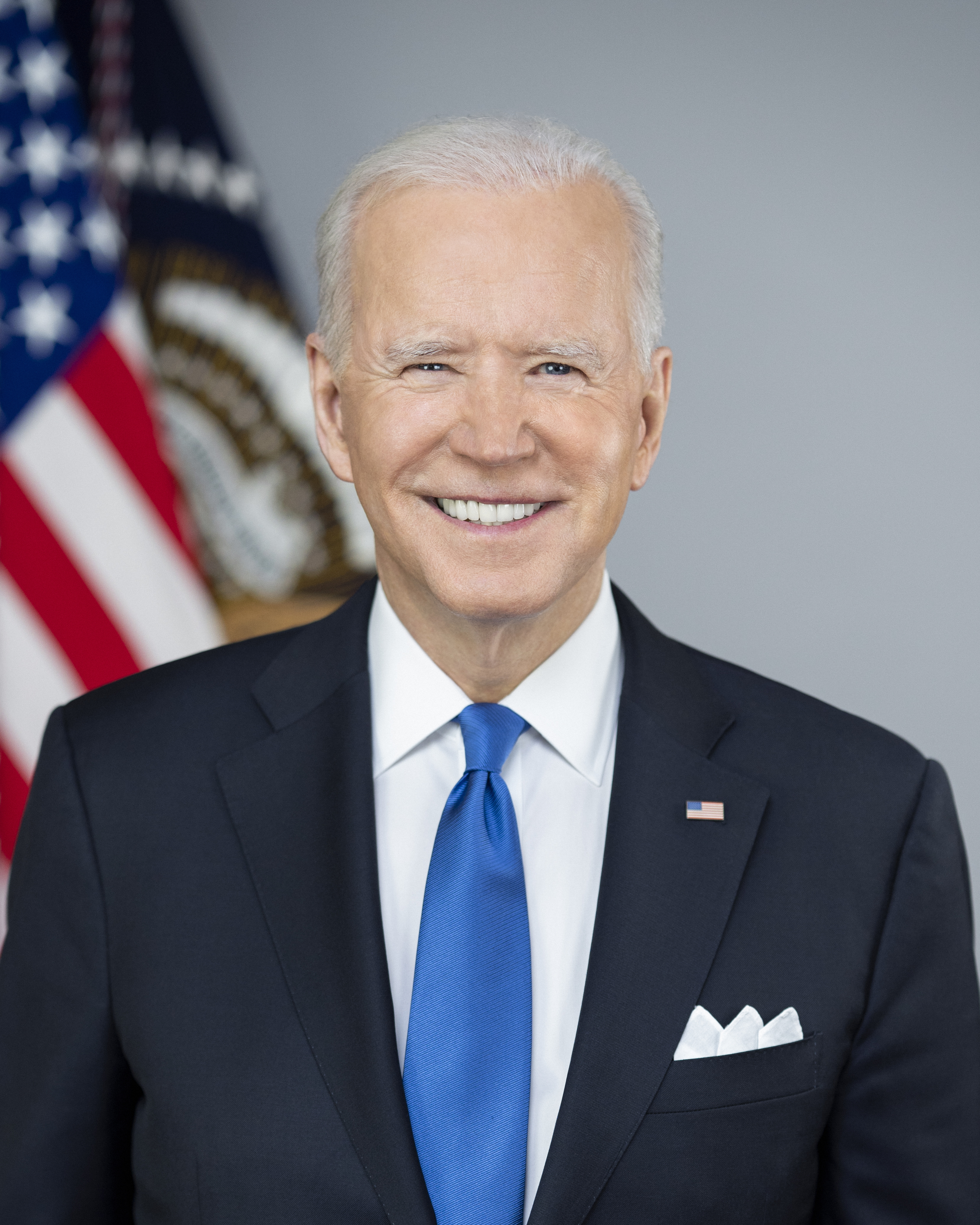
Joe Biden

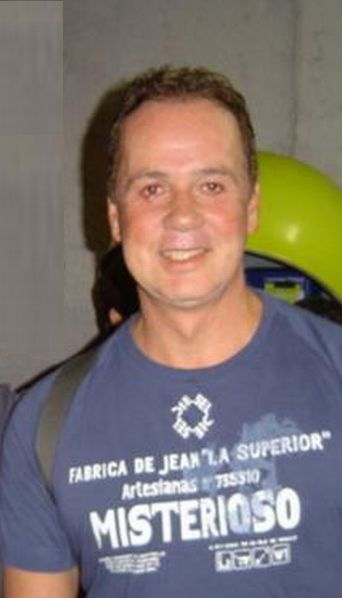
Luiz Fernando Guimarães

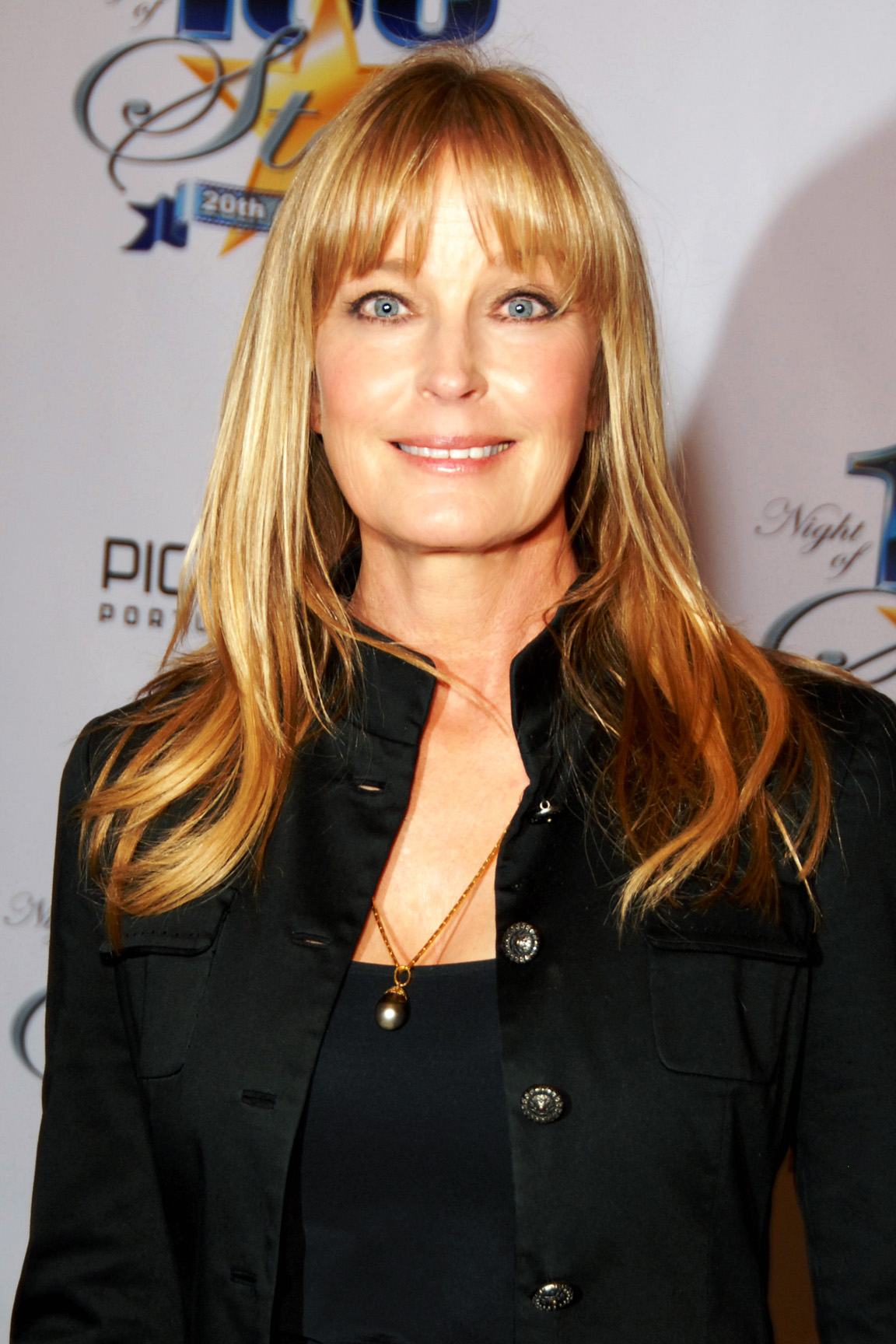
Bo Derek

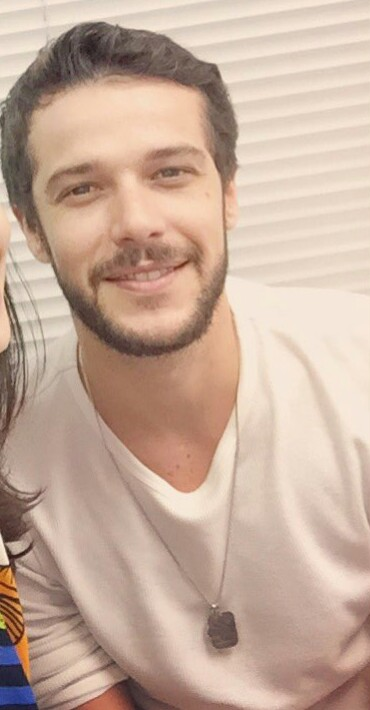
Jayme Matarazzo

### Anteriores ao século XIX
- 0270 — Maximino Daia, imperador romano (m. 313).
- 1603 — Fasíladas, imperador etíope (m. 1667).
- 1620 — Avvakum, padre e santo russo (m. 1682).
- 1625 — Paulus Potter, pintor neerlandês (m. 1654).
- 1629 — Ernesto Augusto, Eleitor de Hanôver (m. 1698).
- 1715 — Pierre Charles Le Monnier, astrônomo e escritor francês (m. 1799).
- 1752 — Thomas Chatterton, poeta britânico (m. 1770).
- 1761 — Papa Pio VIII (m. 1830).

### Século XIX
- 1825 — António de Serpa Pimentel, político português (m. 1900).
- 1834 — Maria de Baden (m. 1899).
- 1841
  - Wilfrid Laurier, político canadense (m. 1919).
  - Victor D'Hondt, advogado e matemático belga (m. 1901).
- 1851 — Margarida de Saboia (m. 1926).
- 1855 — Josiah Royce, filósofo estadunidense (m. 1916).
- 1858 — Selma Lagerlöf, escritora sueca (m. 1940).
- 1862 — Georges Palante, filósofo e sociólogo francês (m. 1925).
- 1867 — Théophile Moreux, astrônomo e meteorologista francês (m. 1954).
- 1873 — Ramón S. Castillo, político argentino (m. 1944).
- 1875 — Friedrich von der Schulenburg, diplomata alemão (m. 1944).
- 1881 — Irakli Tsereteli, político georgiano (m. 1959).
- 1886 — Karl von Frisch, biólogo austríaco (m. 1982).
- 1889 — Edwin Powell Hubble, astrônomo estadunidense (m. 1953).
- 1894 — Johann Nikuradse, engenheiro e físico teuto-georgiano (m. 1979).
- 1898
  - Alberto Suppici, treinador de futebol uruguaio (m. 1981).
  - Grace Darmond, atriz canadense (m. 1963).
  - Richmond Landon, atleta estadunidense (m. 1971).

### Século XX

#### 1901–1950
- 1902
  - Gianpiero Combi, futebolista italiano (m. 1956).
  - Erik Eriksen, político dinamarquês (m. 1972).
- 1904 — Dionisio Calvo, nadador, jogador e treinador de basquete filipino (m. 1977).
- 1907
  - Fran Allison, cantora, apresentadora e comediante norte-americana (m. 1989).
  - Henri-Georges Clouzot, cineasta francês (m. 1977).
- 1908 — Luís de Hesse (m. 1968).
- 1911
  - Eduard Kainberger, futebolista austríaco (m. 1974).
  - David Seymour, fotógrafo e jornalista polonês (m. 1956).
- 1912
  - Otto de Habsburgo (m. 2011).
  - Enrique García, futebolista argentino (m. 1969).
- 1914 — Charles Berlitz, escritor, arqueólogo e mergulhador estadunidense (m. 2003).
- 1915 — Hu Yaobang, político chinês (m. 1989).
- 1917 — Robert Byrd, político e advogado estadunidense (m. 2010).
- 1919
  - Alan Brown, automobilista britânico (m. 2004).
  - Phyllis Thaxter, atriz estadunidense (m. 2012).
- 1923
  - Américo Boavida, médico e político angolano (m. 1968).
  - Nadine Gordimer, escritora sul-africana (m. 2014).
- 1924
  - Benoît Mandelbrot, matemático francês (m. 2010).
  - Karen Harup, nadadora dinamarquesa (m. 2009).
- 1925 — Robert Kennedy, político estadunidense (m. 1968).
- 1927 — Estelle Parsons, atriz estadunidense.
- 1929 — Gabriel Ochoa Uribe, futebolista e treinador de futebol colombiano (m. 2020).
- 1930 — Choe Yong-rim, político norte-coreano.
- 1932
  - Sándor Mátrai, futebolista húngaro (m. 2002).
  - Colville Young, político belizenho.
- 1933 — Paulo Valentim, futebolista brasileiro (m. 1984).
- 1934 — Lev Polugaevsky, enxadrista bielorrusso (m. 1995).
- 1936 — Don DeLillo, escritor, dramaturgo e ensaísta norte-americano.
- 1939 — Jerry Colangelo, ex-jogador de basquete e empresário norte-americano.
- 1940 — Arieh Warshel, bioquímico e biofísico israelense-americano.
- 1942
  - Joe Biden, político e advogado estadunidense.
  - Norman Greenbaum, compositor e cantor norte-americano.
- 1943
  - Mie Hama, atriz japonesa.
  - Ivan Hrdlička, ex-futebolista eslovaco.
- 1944 — Eli Ben Rimoz, ex-futebolista israelense.
- 1945 — Gustavo Cisneros, empresário venezuelano (m. 2023).
- 1946
  - Duane Allman, guitarrista estadunidense (m. 1971).
  - Cirilo I de Moscou, patriarca ortodoxo russo.
- 1947
  - Guttemberg Guarabyra, compositor, escritor, músico e poeta brasileiro.
  - Aneka, cantora britânica.
  - Joe Walsh, guitarrista estadunidense.
- 1948
  - Gunnar Nilsson, automobilista sueco (m. 1978).
  - John R. Bolton, diplomata, ex-militar e político estadunidense.
  - Richard Masur, ator e diretor estadunidense.
- 1949
  - Luís Fernando Guimarães, ator brasileiro.
  - Tamagnini Nené, ex-futebolista português.
  - Ulf Lundell, cantor, compositor e escritor sueco.
- 1950 — Gary Green, guitarrista britânico.

#### 1951–2000
- 1951
  - Rodger Bumpass, ator e dublador norte-americano.
  - León Gieco, músico argentino.
- 1954
  - Neusinha Brizola, cantora brasileira (m. 2011).
  - Richard Brooker, ator e dublê britânico (m. 2013).
- 1955 — Ray Ozzie, empresário norte-americano.
- 1956
  - Bo Derek, atriz estadunidense.
  - Mauro Shampoo, ex-futebolista e cabeleireiro brasileiro.
- 1957
  - Goodluck Jonathan, político nigeriano.
  - Stefan Bellof, automobilista alemão (m. 1985).
  - John Eriksen, futebolista dinamarquês (m. 2002).
- 1959
  - Guto Franco, ator, escritor, compositor e diretor brasileiro.
  - Sean Young, atriz estadunidense.
  - Orlando Figes, historiador britânico.
- 1960 — Allen Chastanet, político santa-lucense.
- 1962
  - Abderrazak Khairi, ex-futebolista e treinador de futebol marroquino.
  - Gerardo Martino, ex-futebolista e treinador de futebol argentino.
  - Guilherme Campos, político brasileiro.
- 1963
  - Claudio Cabrera, ex-futebolista argentino.
  - Ming-Na, atriz chino-americana.
- 1964
  - Leonardo Medeiros, ator brasileiro.
  - Cícero Ramalho, ex-futebolista e treinador de futebol brasileiro.
- 1965
  - Yoshiki Hayashi, músico japonês.
  - Jimmy Vasser, ex-automobilista estadunidense.
  - Nigel Gibbs, ex-futebolista e treinador de futebol britânico.
- 1967
  - Ronaldo Giovanelli, ex-futebolista brasileiro.
  - Marcelo Barreto, jornalista brasileiro.
- 1968 — Jeff Tarango, ex-tenista estadunidense.
- 1969
  - Wolfgang Stark, ex-árbitro de futebol alemão.
  - Jimmy Blandón, ex-futebolista equatoriano.
- 1970
  - Digão, músico brasileiro.
  - Phife Dawg, rapper norte-americano (m. 2016).
  - Mansour bin Zayed Al Nahyan, político e empresário emiradense.
- 1972
  - Cláudio Heinrich, ator brasileiro.
  - Jérôme Alonzo, ex-futebolista francês.
- 1973 — Fabio Galante, ex-futebolista italiano.
- 1974
  - Claudio Husaín, ex-futebolista argentino.
  - Jason Faunt, ator norte-americano.
- 1975 — Joshua Gomez, ator estadunidense.
- 1976
  - Francisco Rufete, ex-futebolista espanhol.
  - Dominique Dawes, ex-ginasta estadunidense.
  - Adrián González, ex-futebolista argentino.
- 1977 — Fábio Júnior Pereira, ex-futebolista brasileiro.
- 1978
  - Nadine Velazquez, atriz estadunidense.
  - João Ferreira, político e biólogo português.
- 1979
  - Dmitriy Bulykin, ex-futebolista russo.
  - Naide Gomes, atleta portuguesa.
  - Jacob Pitts, ator estadunidense.
- 1980
  - Martina Suchá, ex-tenista eslovaca.
  - Marek Krejčí, futebolista eslovaco (m. 2007).
- 1981
  - Yuko Kavaguti, patinadora artística russa.
  - Kimberley Walsh, cantora, atriz, apresentadora e modelo britânica.
  - Andrea Riseborough, atriz britânica.
  - Ronnie Romero, cantor chileno.
- 1982
  - Margo Stilley, atriz estadunidense.
  - Bobby Creekwater, rapper norte-americano.
- 1983 — Future, rapper, compositor e produtor musical norte-americano.
- 1984
  - Ferdinando Monfardini, automobilista italiano.
  - Kwami Kacla Eninful, futebolista togolês.
  - Stéphane N'Guéma, futebolista gabonês.
- 1985
  - Juan Cruz Álvarez, automobilista argentino.
  - Jayme Matarazzo, ator brasileiro.
  - Dan Byrd, ator norte-americano.
  - Aaron Yan, ator e cantor taiwanês.
- 1986
  - Andrew Ranger, automobilista canadense.
  - Oliver Sykes, músico britânico.
  - Edder Delgado, futebolista hondurenho.
  - Jared Followill, músico estadunidense.
- 1987
  - Adriana Birolli, atriz brasileira.
  - Mylène Lazare, ex-nadadora francesa.
  - Christoph Pfingsten, ciclista alemão.
  - Ben Hamer, futebolista britânico.
  - Joëlle Numainville, ciclista canadense.
- 1988
  - Roberto Rosales, futebolista venezuelano.
  - Dušan Tadić, futebolista sérvio.
- 1989
  - Eduardo Vargas, futebolista chileno.
  - Jonas Mendes, futebolista guineense.
  - Mama Cax, modelo haitiana (m. 2019).
  - Abby Erceg, futebolista neozelandesa.
  - Cody Linley, ator estadunidense.
- 1990
  - Mark Christian, ciclista britânico.
  - Felicia Spencer, lutadora canadense de artes marciais mistas.
- 1991
  - Haley Anderson, nadadora estadunidense.
  - Christian Lindell, ex-tenista sueco.
  - Anthony Knockaert, futebolista francês.
- 1992
  - Freddie Veseli, futebolista albanês.
  - Jenna Prandini, velocista norte-americana.
- 1993 — Sanjin Prcić, futebolista bósnio.
- 1994 — Murilo Henrique Pereira Rocha, futebolista brasileiro.
- 1995
  - Theo Bongonda, futebolista belga.
  - Iván García Cortina, ciclista espanhol.
- 1996 — Denis Zakaria, futebolista suíço.
- 1997
  - Edmen Shahbazyan, lutador norte-americano de artes marciais mistas.
  - Kostas Antetokounmpo, jogador de basquete grego.
- 1998 — Franziska Brauße, ciclista alemã.
- 1999 — Ádám Varga, canoísta húngaro.
- 2000 — Connie Talbot, cantora britânica.

### Século XXI
- 2001
  - Caty McNally, tenista estadunidense.
  - Adrien Truffert, futebolista francês.
- 2002 — Madisyn Shipman, atriz estadunidense.
- 2003 — Gradey Dick, jogador de basquete estadunidense.
- 2004 — Youssoufa Moukoko, futebolista alemão.

## Mortes

### Anteriores ao século XIX
- 0855 — Teoctisto, regente do Império Bizantino (n. ?).
- 0996 — Duque Ricardo I da Normandia (n. 933).
- 1314 — Alberto II de Meissen (n. 1240).
- 1316 — João I de França (n. 1316).
- 1695 — Zumbi dos Palmares (n. 1655).
- 1730 — Lopo Furtado de Mendonça, almirante português (n. 1661).
- 1737 — Carolina de Ansbach, rainha consorte do Reino da Grã-Bretanha (n. 1683).
- 1764 — Christian Goldbach, matemático prussiano (n. 1690).
- 1774 — Abraham Tucker, escritor filosófico britânico (n. 1705).
- 1794 — Robert Baddeley, ator britânico (n. 1733).

### Século XIX
- 1876 — Duque de Saldanha, político português (n. 1790).

### Século XX
- 1910 — Liev Tolstói, escritor russo (n. 1828).
- 1934 — Willem de Sitter, matemático, físico e astrônomo neerlandês (n. 1872).
- 1936 — José António Primo de Rivera, político espanhol (n. 1903).
- 1945 — Francis William Aston, químico britânico (n. 1877).
- 1952 — Benedetto Croce, filósofo italiano (n. 1866).
- 1955 — Maria Emilie Engel, religiosa e educadora alemã (n. 1893).
- 1975 — Francisco Franco, militar espanhol (n. 1892).
- 1978
  - Giorgio de Chirico, pintor italiano (n. 1888).
  - Olga Orgonista, patinadora artística húngara (n. 1901).
- 1995 — Sergei Grinkov, patinador artístico russo (n. 1967).

### Século XXI
- 2002 — Kakhi Asatiani, futebolista georgiano (n. 1947).
- 2004 — Celso Furtado, economista brasileiro (n. 1920).
- 2006 — Robert Altman, diretor de cinema estadunidense (n. 1925).
- 2007 — Ian Smith, político sul-rodesiano (n. 1919).
- 2008
  - Fábio Junqueira, ator e diretor brasileiro (n. 1956).
  - Lourival Vargas, pintor brasileiro (n. 1952).
- 2009
  - Herbert Richers, produtor de cinema brasileiro (n. 1923).
  - Celso Pitta, político brasileiro (n. 1946).
  - Daniel Pádua, ativista digital brasileiro (n. 1980).
- 2011 — Adriano Reys, ator brasileiro (n. 1934).
- 2012 — William Grut, pentatleta sueco (n. 1914).
- 2014
  - Samuel Klein, empresário brasileiro (n. 1923).
  - Márcio Thomaz Bastos, advogado criminalista brasileiro (n. 1935).
- 2018 — Aaron Klug, químico britânico (n. 1926).
- 2019 — Fábio Barreto, cineasta, ator, produtor e roteirista brasileiro (n. 1957).
- 2020 — Antonio Ambrosetti, matemático italiano (n. 1944).
- 2024 — José Luis Azcona Hermoso, prelado hispano-brasileiro (n. 1940).

## Feriados e eventos cíclicos

### Internacional
- Dia Universal da Criança - Criado por resolução das Nações com iniciativa da UNICEF.

### Brasil
- Dia Nacional de Zumbi e da Consciência Negra, feriado nacional.[4]
- Aniversário de Auriflama, em São Paulo
- Aniversário de Itapecerica, em Minas Gerais
- Dia do Biomédico
- Dia do Técnico em Contabilidade

### Cristianismo
- Ambrogio Traversari
- Anacleto González Flores
- Cirilo Smirnov
- Corbiniano
- Félix de Valois
- Gregório de Decápolis
- Josafata Hordashevska
- José de Petrogrado
- Papa Gelásio I

## Outros calendários
- No calendário romano era o 12.º (XII) dia antes das calendas de dezembro.
- No calendário litúrgico tem a letra dominical B para o dia da semana.
- No calendário gregoriano a epacta do dia é ii.